# 詹姆斯·克耐普
小詹姆斯·W·克耐普（英語：James W. Knepper, Jr.；1932年5月12日—2016年5月30日），是美國的共和黨政治人物，前賓夕法尼亞州眾議院議員。

## 生平
克耐普生於賓夕法尼亞州柏芳特，在卡内基梅隆大学畢業，後曾從事出版業。
1971年至1980年間，他以共和黨黨籍當選為賓夕法尼亞州眾議院第四十三選區議員，之後擔任賓夕法尼亞州州長迪克·索恩堡政府的勞動和工業部部長，1987年離任。
2016年5月30日，克耐普逝世。